# Cestrum ehrenbergii
Cestrum ehrenbergii är en potatisväxtart som beskrevs av Diederich Franz Leonhard von Schlechtendal och Michel Félix Dunal. Cestrum ehrenbergii ingår i släktet Cestrum och familjen potatisväxter. Inga underarter finns listade i Catalogue of Life.